# Rhinella hoogmoedi
Espèce
Statut de conservation UICN

 LC  : Préoccupation mineure
Rhinella hoogmoedi est une espèce d'amphibiens de la famille des Bufonidae.

## Répartition
Cette espèce est endémique du Brésil. Elle se rencontre dans les États du Paraná, de São Paulo, de Rio de Janeiro,d'Espírito Santo, de Bahia, du Sergipe, de l'Alagoas, du Pernambouc et du Ceará de la forêt atlantique.

## Description
Les mâles mesurent de 39,4 à 52,1 mm

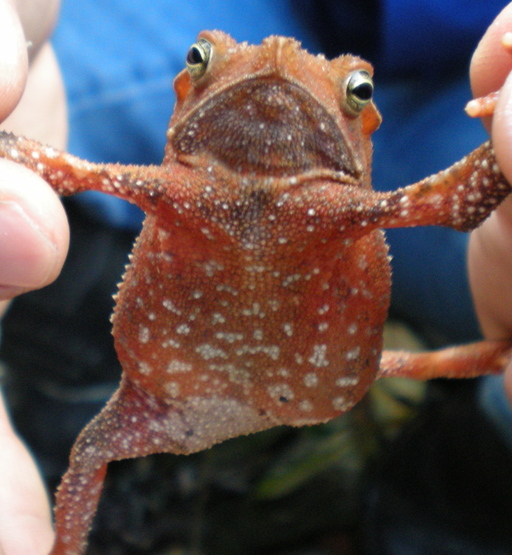
Rhinella hoogmoedi
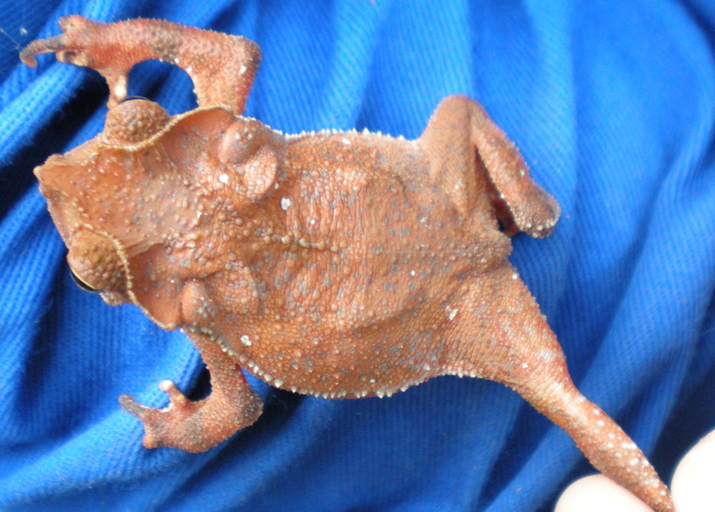
Rhinella hoogmoedi
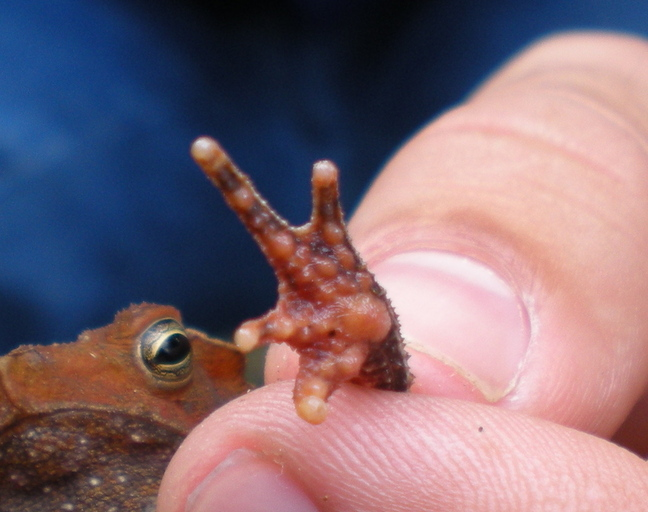
Rhinella hoogmoedi
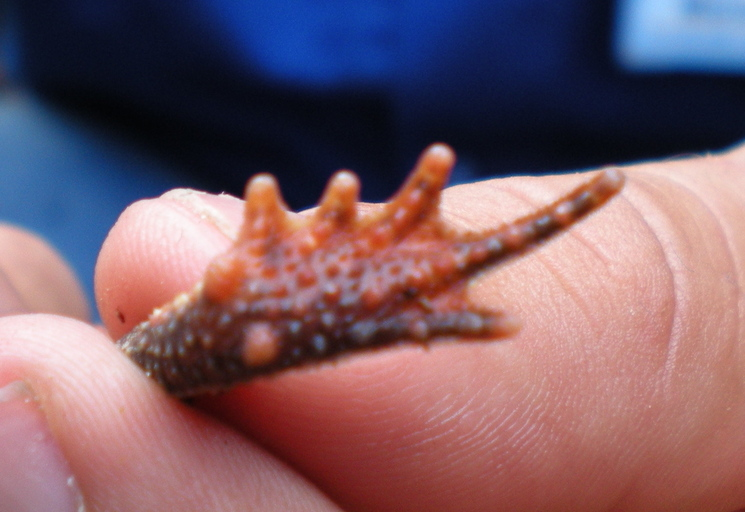
Rhinella hoogmoedi
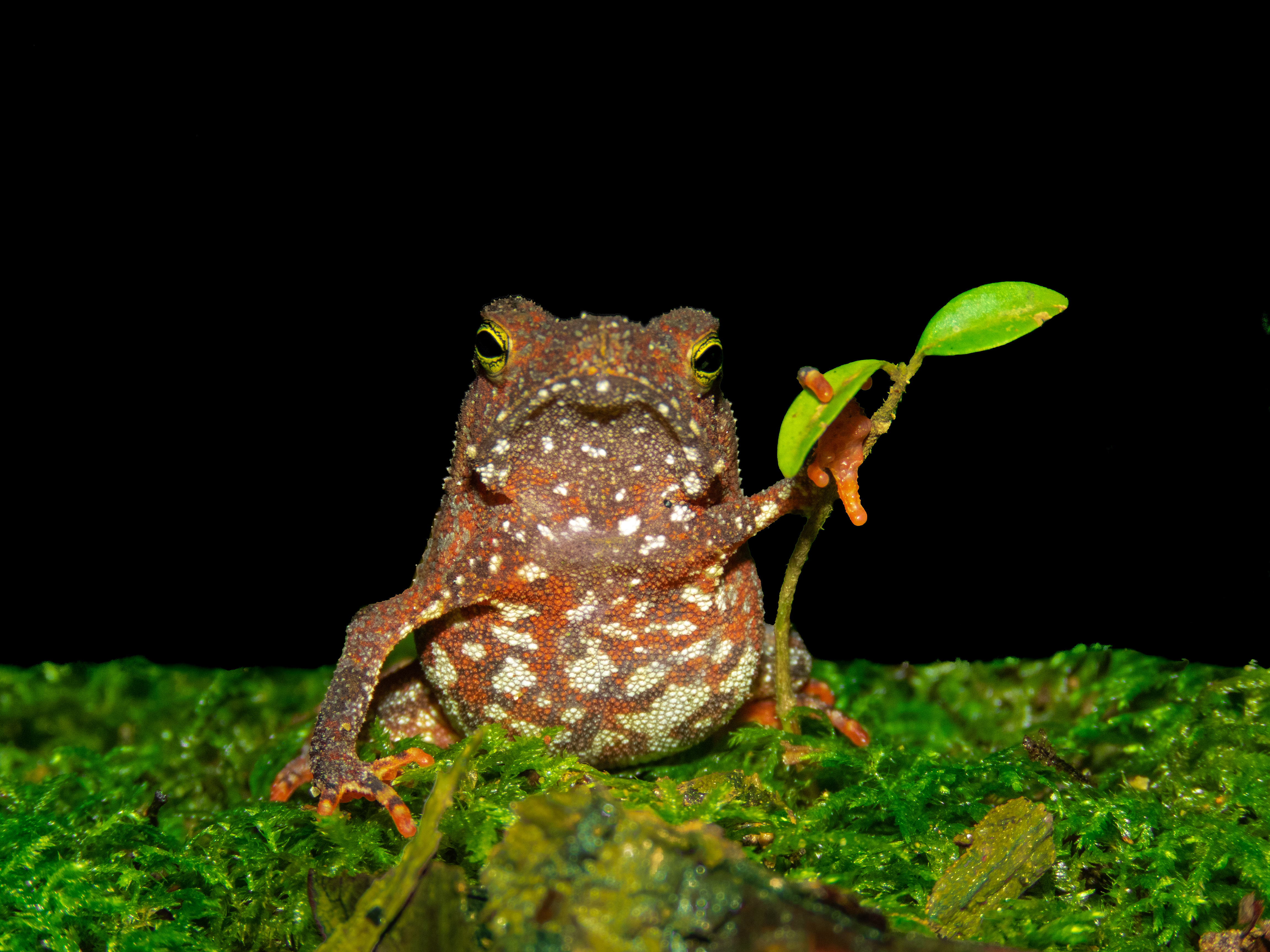
Rhinella hoogmoedi, dans la Reserva Particular do Patrimônio Natural Salto Morato (pt), au Brésil. Mars 2022.

## Étymologie
Cette espèce est nommée en l'honneur de Marinus Steven Hoogmoed.

## Publication originale
- Caramaschi & Pombal, 2006 : A new species of Rhinella Fitzinger, 1826 from the Atlantic Rain Forest, Eastern Brazil (Amphibia, Anura, Bufonidae). Papéis Avulsos de Zoologia, vol. 46, no 23, p. 251-259 (texte intégral).